# Henrik 1. af Oldenburg-Wildeshausen
Henrik 1. af Oldenburg (tysk: Heinrich I. von Oldenburg; (født ca. 1122; død 1167 i Wildeshausen) var greve af Oldenburg i Nordtyskland fra 1148 til 1167.

## Biografi
Henrik var den ældste søn af Grev Egilmar 2. af Oldenburg. Efter faderens død blev arven efter ham delt mellem Henrik og hans bror Christian 1. Henrik grundlagde linjen Wildeshausen af det oldenburgske grevehus, mens Christian regerede i Oldenburg.

## Ægteskab og børn
Henrik giftede sig med Salome af Geldern-Zütphen, datter af Grev Gerhard 2. af Geldern.
- Gerhard 1. (død 1219), Biskop af Osnabrück 1192–1216 og Ærkebiskop af Bremen 1210–1219.
- en datter (Christiane?)

∞ Wedekind af Stumpenhausen
- - Henrik 1. af Stumpenhausen; erobrede i 1204 Herskabet Hodenberg og tog grevetitel efter Burg Hoya.[2] (se også Grevskabet Hoya)
- Beatrix (død ca. 1224); Abbedisse i Bassum 1207–1224
- Henrik 2. (død 1197), efterfulgte sin far som Greve i Wildeshausen.

∞ Beatrix af Hallermund
- Otto 1. (død 1218), Biskop af Münster